# Велика села
Велика Села (словен. Velika sela) је насељено место у општини Чрномељ, регија Југоисточна Словенија, Словенија.

## Историја
До територијалне реорганизације у Словенији била су у саставу старе општине Чрномељ.

## Становништво
У попису становништва из 2011. године, Велика села су имала 21 становника.
| Број становника према пописима | Број становника према пописима | Број становника према пописима |
| ------------------------------ | ------------------------------ | ------------------------------ |
| 1991                           | 2002                           | 2011                           |
| 24                             | 21                             | 21                             |

Напомена: Године 1955. настала поделом некадашњег села Села на насеља Велика села и Мала села. Године 2012. извршена је мала размена територија између насеља Адлешичи, Велика села, Долењци и Јанковичи.